# HMS Vindictive (1918)
HMS Vindictive là một tàu chiến của Hải quân Hoàng gia Anh Quốc được chế tạo từ năm 1916 đến năm 1918. Nguyên được đặt lườn như một tàu tuần dương hạng nặng thuộc lớp Hawkins dưới tên gọi Cavendish, nó được cải biến thành một tàu sân bay đang khi chế tạo, và được đổi tên thành Vindictive. Nó đã phục vụ cho đến hết Chiến tranh Thế giới thứ hai trong nhiều vai trò khác nhau với nhiều lần được cải tạo, cho đến khi bị tháo dỡ vào năm 1946.

## Thiết kế và chế tạo
Công việc thiết kế lớp Hawkins được hoàn tất vào cuối năm 1915 và bốn chiếc đã được đặt hàng vào tháng 12 năm đó. Chiếc thứ năm và là chiếc cuối cùng được đặt hàng vào tháng 4 năm 1916. Do tất cả những chiếc trong lớp tàu này được đặt tên theo theo những thuyền trưởng lừng danh trong thời kỳ Elizabeth, chiếc thứ năm được đặt cái tên Cavendish theo tên của nhà thám hiểm hàng hải lừng danh Thomas Cavendish. Nó được đặt lườn tại xưởng đóng tàu của hãng Harland & Wolff ở Belfast vào tháng 7 năm 1916.
Sau các thử nghiệm bay đầy hứa hẹn trên chiếc tàu sân bay HMS Furious (47) vào năm 1917, Bộ Hải quân quyết định cải biến Cavendish và hoàn tất nó như một tàu sân bay thử nghiệm. Vì vậy nó được tái thiết kế với một hầm chứa máy bay trên sàn tàu trước có khả năng chứa sáu máy bay có thể được nâng lên qua một cửa mở lên trên nóc, vốn tạo thành sàn cất cánh. Nó được nối bằng một hành lang bên mạn trái đến một sàn hạ cánh phía sau được bố trí phía sau các ống khói, và có các tấm lưới được giăng ra ngăn ngừa việc hạ cánh quá đà có thể va chạm với cấu trúc thượng tầng. Cho dù chỉ dự định dành cho sáu máy bay, nó thường mang theo hai máy bay tiêm kích và sáu máy bay tuần tiễu. Vũ khí trang bị nguyên thủy cho tàu tuần dương được giảm còn bốn khẩu hải pháo BL 190 mm (7,5 inch) Mark VI. Cavendish được hạ thủy vào ngày 17 tháng 1 năm 1918; và đến tháng 6, nó được đặt lại tên là Vindictive để tôn vinh chiếc tàu tuần dương cũ HMS Vindictive (1897) thuộc lớp Arrogant, vốn đã hoạt động anh dũng trong cuộc tấn công Zeebrugge vào tháng 4 năm 1918, và bị đánh chìm như một tàu ụ cản tại Ostend vào tháng 5.
Công việc cải biến đã khiến Vindictive nhẹ hơn những chiếc còn lại trong lớp Hawkins, với trọng lượng rẽ nước 9.394 tấn. Nó hoàn tất các chuyến đi chạy thử máy vào ngày 21 tháng 9 năm 1918, trước hơn cả bốn chiếc còn lại của lớp Hawkins, và đạt được tốc độ tối đa khi thử máy là 53,9 km/h (29,12 knot) với công suất động cơ 63.600 mã lực (47,4 MW). Nó được đưa ra hoạt động vào ngày 1 tháng 10 năm 1918 và đi đến Scapa Flow để huấn luyện, và gia nhập hạm đội tại Firth of Forth chỉ vài ngày trước khi đình chiến. Lần hạ cánh máy bay đầu tiên của nó chỉ diễn ra vào tận tháng 11 năm đó.

## Lịch sử hoạt động

### Tàu sân bay

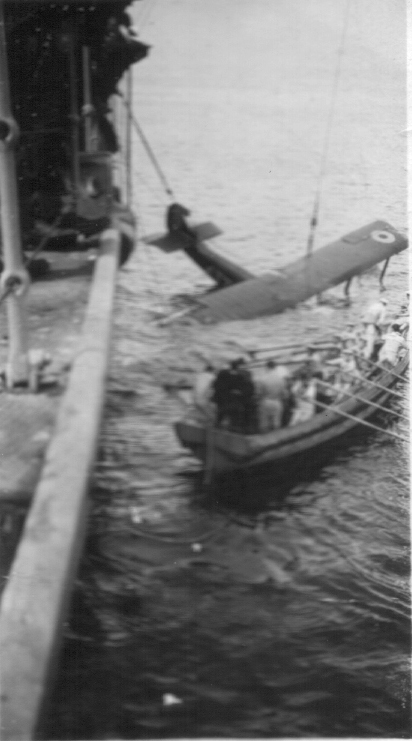
HMS Vindictive vớt một máy bay dưới biển, Baltic, 1919

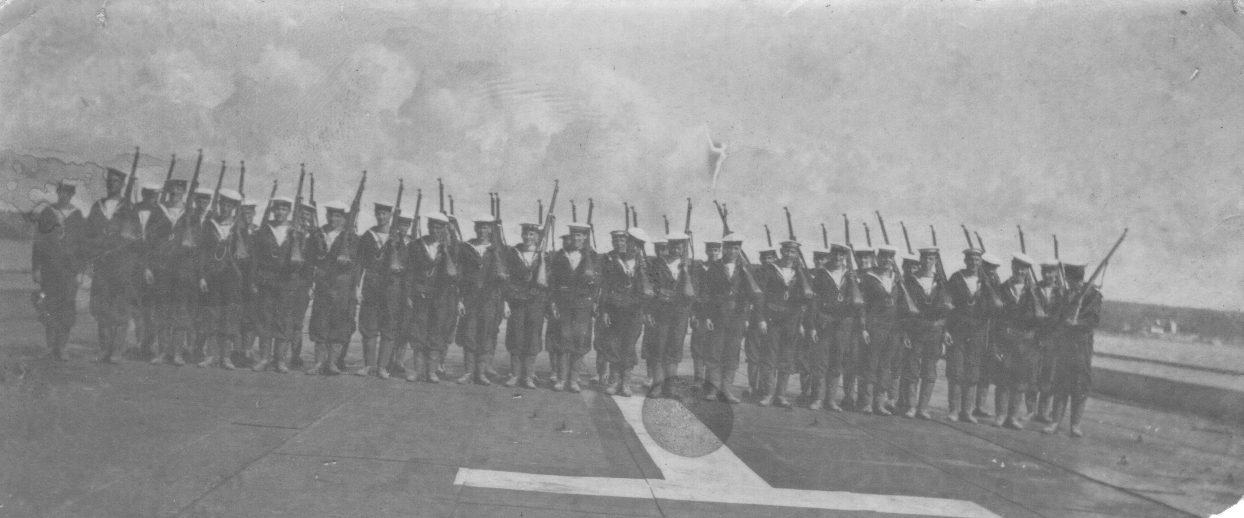
HMS Vindictive an táng một phi công thiệt mạng, Baltic, 1919

Vào tháng 7 năm 1919, Vindictive được gửi đến biển Baltic cùng với 12 máy bay để hỗ trợ cho các hoạt động ủng hộ lực lượng Bạch vệ Nga và các nước độc lập tại Baltic. Mối quan tâm chính là căn cứ hải quân chủ lực của lực lượng Bolshevik tại Kronstadt bảo vệ cho Petrograd. Vào ngày 6 tháng 7, nó mắc cạn vào một dãi đá ngầm gần Reval khi di chuyển với tốc độ 28 km/h (15 knot), và chỉ được giải thoát một tuần sau đó dưới sự trợ giúp của các tàu kéo và hai tàu khu trục khác. Vào ngày 17–18 tháng 8 năm 1919, tám máy bay cất cánh từ HMS Vindictive đã ném bom và bắn phá các đơn vị pháo và đèn pha bảo vệ căn cứ hải quân này. Đòn tấn công nghi binh phân tán đã thu hút sự chú ý của lực lượng phòng thủ, tạo điều kiện cho cuộc tấn công của các tàu tuần tra duyên hải của Hải quân Hoàng gia nhắm vào các tàu bè trong cảng Kronstadt. Hai thiết giáp hạm cùng tàu tiếp liệu tàu ngầm Pamiat Azova bị đánh chìm. Vindictive tiếp tục ở lại khu vực này cho đến tháng 12, hoạt động như là "tàu mẹ" cho máy bay và tàu tuần tra duyên hải. Nó được đưa về lực lượng dự bị vào ngày 24 tháng 12 năm 1919. Những hư hại cho lườn tàu do mắc cạn buộc nó phải được sửa chữa rộng rãi tại Xưởng đóng tàu Portsmouth với chi phí 200.000 Bảng Anh. Đến lúc này, Bộ Hải quân từ bỏ ý tưởng sàn cất cánh và sàn hạ cánh riêng biệt, trang bị một sàn cất-hạ cánh chung suốt hết chiều dài của tàu sân bay; vì vậy Vindictive trở nên lạc hậu trong vai trò tàu sân bay với quãng đời phục vụ ngắn ngủi.

### Tàu tuần dương
Các sàn đáp được tháo dỡ và Vindictive được cấu hình trở lại thành một tàu tuần dương vào năm 1924. Hình dáng bên ngoài của nó vẫn khác biệt so với những con tàu nữa-chị em trong lớp Hawkins, vì nó giữ lại một sàn chứa máy bay có khả năng chứa bốn máy bay và một cần cẩu dạng thanh giằng; và dàn pháo chính của nó chỉ có sáu khẩu pháo BL 190 mm (7,5 inch) thay vì bảy. Vào mùa Thu năm 1925, nó trở thành tàu tuần dương đầu tiên của Hải quân Hoàng gia được trang bị một máy phóng máy bay, và cuộc phóng đầu tiên được thực hiện vào ngày 31 tháng 10. Nó phục vụ tại China Station cho đến tháng 8 năm 1928, rồi sau đó gia nhập Hạm đội Đại Tây Dương. Vào ngày 23 tháng 7 năm 1929, đang khi ở trong Xưởng tàu Chatham, nó chịu một vụ nổ tại một tháp súng khiến một người thiệt mạng. Nó được đưa về lực lượng dự bị vào ngày 30 tháng 12 năm 1929. Máy phóng sau đó được tháo dỡ. Trong giai đoạn 1930-1933, bốn lần nó được huy động để chuyên chở binh lính đến Hong Kong, mỗi chuyến đi khứ hồi kéo dài cho đến sáu tháng, và vẫn tiếp tục ở lại lực lượng dự bị ngoại trừ dịp tham gia Duyệt binh Hạm đội Kỷ niệm Ngân khánh tại Spithead vào tháng 7 năm 1935.

### Tàu huấn luyện

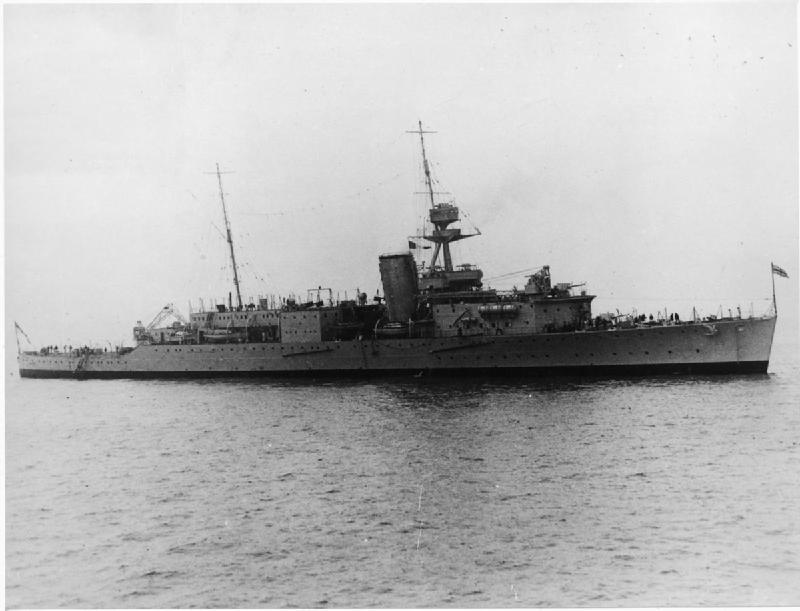
HMS Vindictive như một tàu huấn luyện vào tháng 9 năm 1937

Trong những năm 1936-1937, Vindictive được cải biến thành một tàu huấn luyện dành cho học viên sĩ quan. Công việc tái trang bị bao gồm việc tháo dỡ hai bộ động cơ và ống khói phía sau, và việc chế tạo các sàn tàu bên trên làm chỗ nghỉ và lớp học của 200 học viên. Cần cẩu dành cho máy bay được giữ lại, và vũ khí trang bị được rút xuống còn hai khẩu pháo 119 mm (4,7 inch). Ở cấu hình mới này, nó có trọng lượng rẽ nước 9.100 tấn và có khả năng đạt được tốc độ tối đa 44,4 km/h (24 knot).

### Tàu sửa chữa hạm đội
Từ mùa Hè năm 1939 cho đến tháng 3 năm 1940, Vindictive một lần nữa được cải biến thành một tàu sửa chữa hạm đội, khi mà cần cẩu dành cho thủy phi cơ và các khoảng trống của lớp học (chuyển đổi dễ dàng thành các xưởng máy) tỏ ra có giá trị. Trong vai trò này, nó có trọng lượng rẽ nước tiêu chuẩn 10.060 tấn (đầy tải ở 12.250 tấn) và dàn vũ khí bao gồm sáu khẩu pháo phòng không 102 mm (4 inch). Nó đã phục vụ trong Chiến dịch Na Uy cùng với Hạm đội Nhà, rồi vào tháng 7 năm 1940 nó được chuyển đến Freetown thuộc Nam Phi, phục vụ tại khu vực Nam Đại Tây Dương cho đến tháng 12 năm 1942. Sau đó nó được điều đến Mers el Kebir để phục vụ cùng Hạm đội Địa Trung Hải cho đến năm 1944.

### Tàu tiếp liệu khu trục
Nó được cải biến thành tàu tiếp liệu cho tàu khu trục tại Malta vào năm 1944; và khởi hành từ Malta vào ngày 15 tháng 10 năm 1944. Đến tháng 12 nó phục vụ cho các hải đội thuộc Hạm đội Nhà tại Scapa Flow. Vindictive được đưa về lực lượng dự bị vào tháng 6 năm 1945 và được tháo dỡ tại Blyth vào tháng 2 năm 1946.